# Rob Halford
Robert John Arthur Halford (født 25. august 1951) er en engelsk sanger og sangskriver som er bedst kendt for sit arbejde med det britiske heavy metal-band Judas Priest. Halford har fået kælenavnet "Metal God"
 som en hyldest til hans indflydelse på heavy metal-genren. Halford er endvidere kendt som en af få erklærede homoseksuelle mænd i heavy metal-genren.

## Diskografi

### Judas Priest
- Rocka Rolla  (1974)
- Sad Wings of Destiny  (1976)
- Sin After Sin  (1977)
- Stained Class  (1978)
- Killing Machine  (1978) (udgivet som  Hell Bent for Leather i USA 1979)
- Unleashed in the East Live (1979)
- British Steel  (1980)
- Point of Entry  (1981)
- Screaming for Vengeance  (1982)
- Defenders of the Faith  (1984)
- Turbo  (1986)
- Priest...Live!  (1987)
- Ram It Down  (1988)
- Painkiller  (1990)
- Metalogy Box-set (2004)
- Angel of Retribution  (2005)
- Rising In the East DVD (2005)
- Live Vengeance '82  DVD genudgivelse, UMD  (2006)
- The Essential Judas Priest Opsamling (2006)
- Nostradamus (Konceptalbum) (2008)
- Redeemer of Souls (2014)
- Firepower (2018)

### Fight
- War of Words (1993)
- Mutations EP (1994)
- A Small Deadly Space (1995)
- War Of Words - The Film (November 2007)

### 2wo
- Voyeurs (1997)

### Halford
- Resurrection (2000)
- Live Insurrection (2001)
- Crucible (2002)
- Fourging The Furnace EP (Kun udgivet i Japan) (2003)
- Metal God Essentials Vol 1 (2007)